# Stygopholcus
Stygopholcus is een geslacht van spinnen uit de familie trilspinnen (Pholcidae).

## Soorten
Het geslacht kent de volgende soorten:
- Stygopholcus absoloni (Kulczynski, 1914)
- Stygopholcus photophilus Senglet, 1971
- Stygopholcus skotophilus Kratochvíl, 1940